# Ilopango-See
Der Ilopango-See (Lago de Ilopango; auch Lago de Apulo genannt) ist ein Kratersee in El Salvador.

## Lage
Der Ilopango-See liegt etwa 12 Kilometer östlich der Hauptstadt San Salvador auf etwa 440 Metern Höhe ü. d. M.; er grenzt an die Departamentos San Salvador im Westen, La Paz im Süden und Cuscatlán im Osten.

## Entstehung
Der zu- und abflusslose See entstand wahrscheinlich nach dem letzten großen Ausbruch des Vulkans Ilopango im 3. bis 6. Jahrhundert n. Chr. In der damals entstandenen Caldera bildete sich  der 72 Quadratkilometer große und bis zu 230 Meter tiefe Lago de Ilopango, dessen Wasserspiegel nur von Regenwasser reguliert wird.
In den Jahren 1879/80 entstand darin ein vulkanischer Lavadom – die kleine Insel Islas Quemadas – mit einer Höhe von ca. 46 Metern und einem Durchmesser von 152 Metern. Im Jahr 1928 stieg das Wasser erneut und zerstörte viele Häuser entlang des Seeufers.

## Wirtschaft
Der Fischreichtum des Sees dient den umliegenden Dörfern schon seit Jahrhunderten als proteinreiche Nahrungsquelle. Ende des 20. Jahrhunderts wurden Tilapias (Oreochromis niloticus) ausgesetzt, die möglicherweise die einheimischen Buntbarsche (Amatitlania nigrofasciata, Astatheros macracanthus und Parachromis managuensis) verdrängen werden. Die westliche Küste des Sees und die Stadt Asino Ilopango sind beliebte Ziele für Ausflügler aus der Hauptstadt, was zu einer immer stärker werdenden Wasserverschmutzung geführt hat.

## Bilder

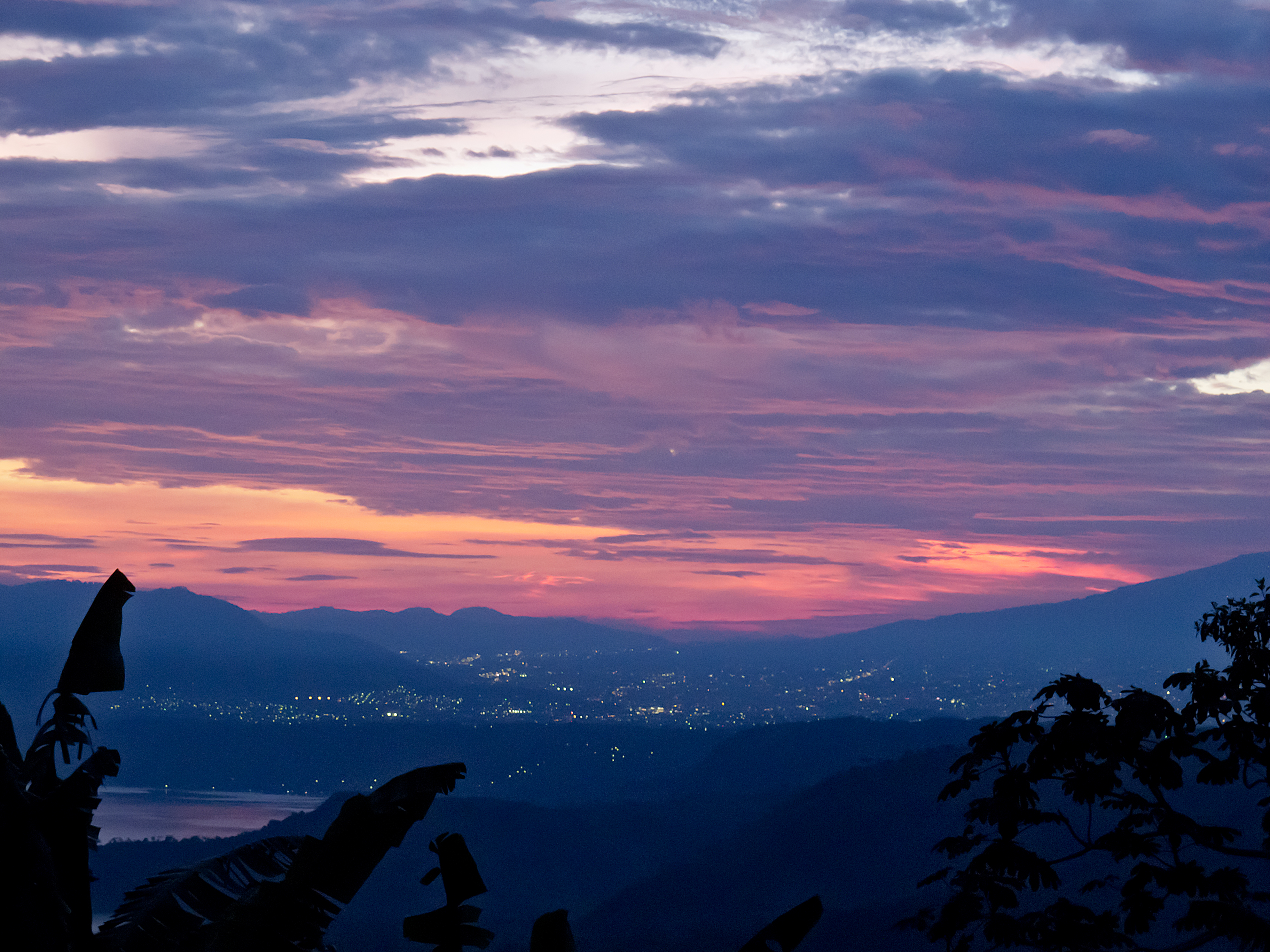
Ilopango-See
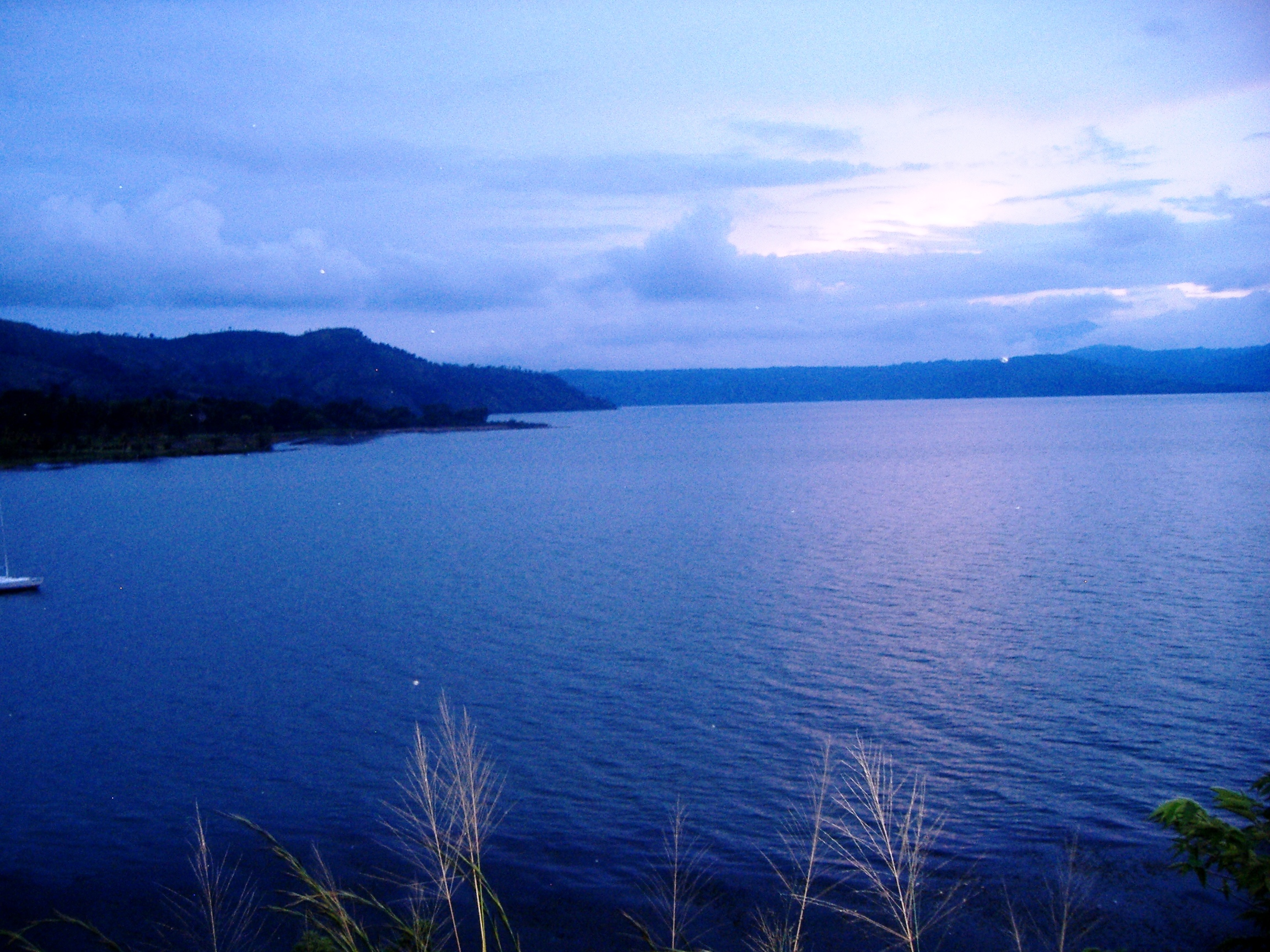
Lago de Ilopango
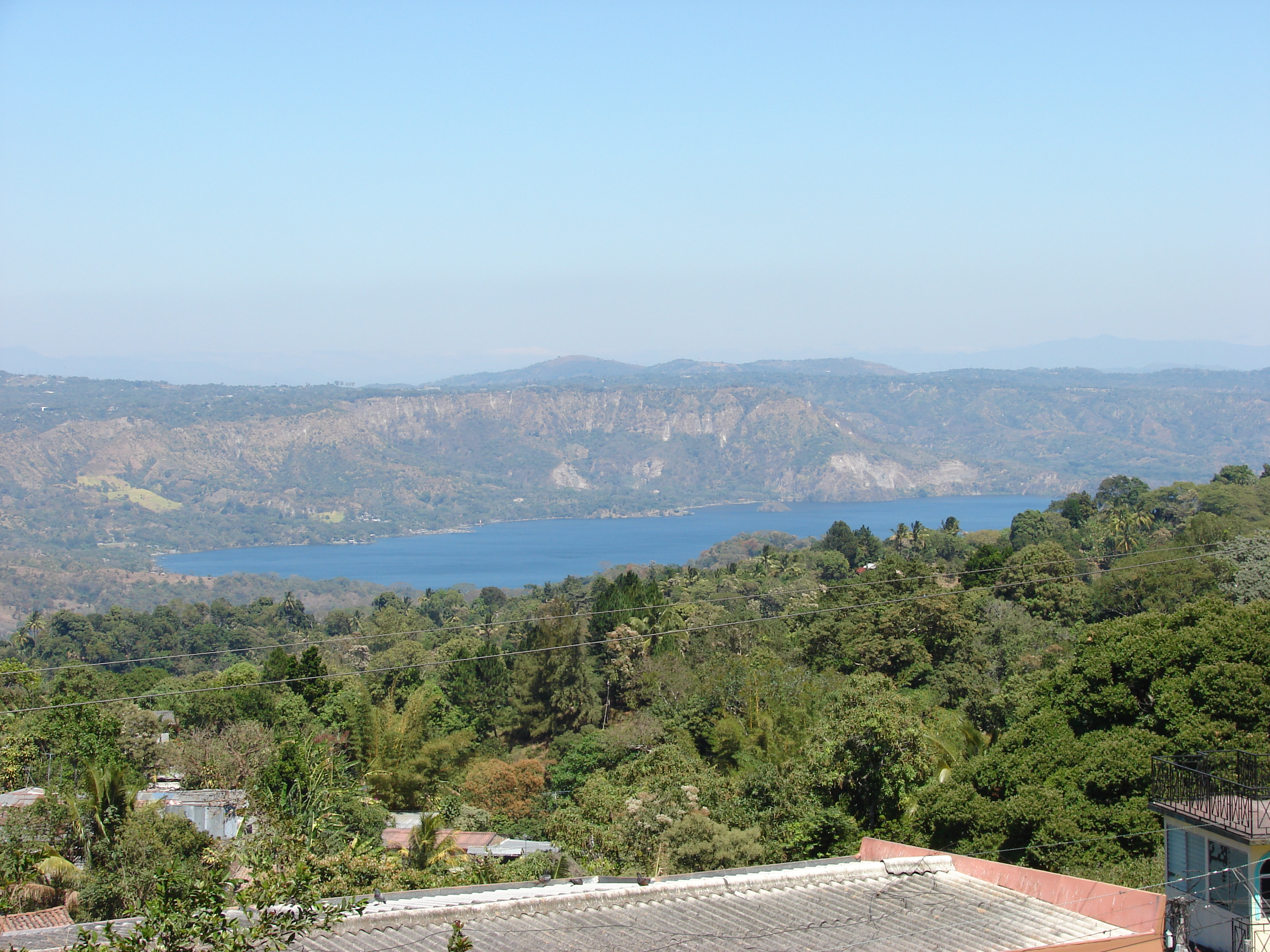
Lago de Ilopango
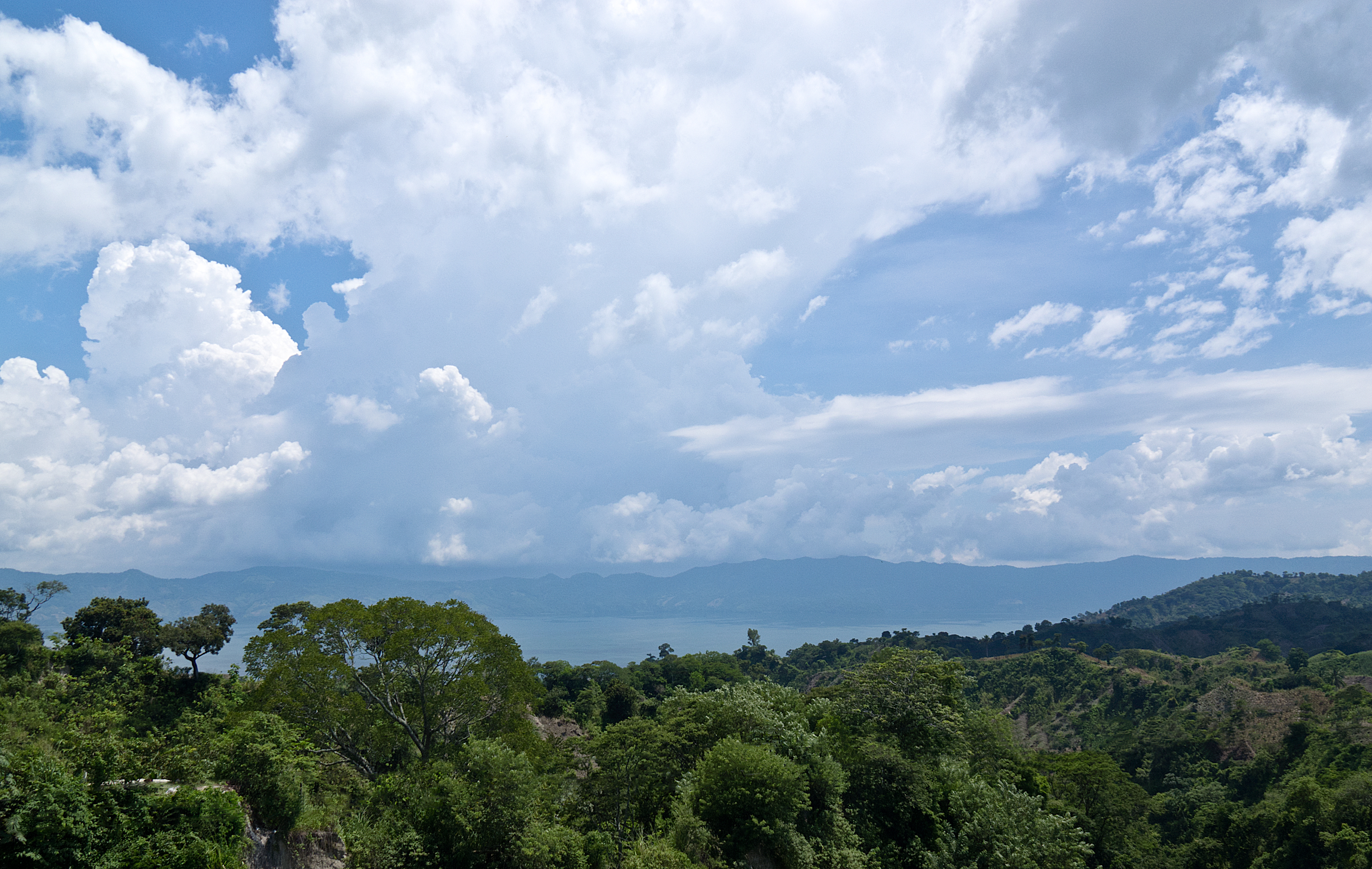
Lago de Ilopango (von der Panamericana aus)

## Weitere Kraterseen in El Salvador
- Laguna Cuzcachapa
- Lago de Coatepeque